# Preriowiec
Preriowiec (Bartramia longicauda) – gatunek średniej wielkości ptaka z rodziny bekasowatych (Scolopacidae), jedyny przedstawiciel rodzaju Bartramia. Jest to gatunek monotypowy.
MorfologiaDługość ciała 26–32 cm; masa ciała 98–226 g; rozpiętość skrzydeł 64–68 cm.
Głowa mała, duże oczy, cienka szyja. Tułów stosunkowo do reszty ciała jest duży. Ogon długi, wystaje poza złożone skrzydła. Nogi długie i żółte, dziób prosty, żółty. Wierzch ciała brązowy, spód jasny. Kiedy leci, widać długie, ciemno zaostrzone skrzydła.
Zasięg, środowiskoPrerie, otwarte łąki północno-zachodniej, środkowej oraz środkowo-wschodniej części Ameryki Północnej. Zimuje od Boliwii, Paragwaju i południowej Brazylii po środkową Argentynę. Zakłada gniazda na  preriach, terenach rolniczych, pastwiskach, górskich łąkach, suchej tundrze oraz innych obszarach porośniętych trawą.

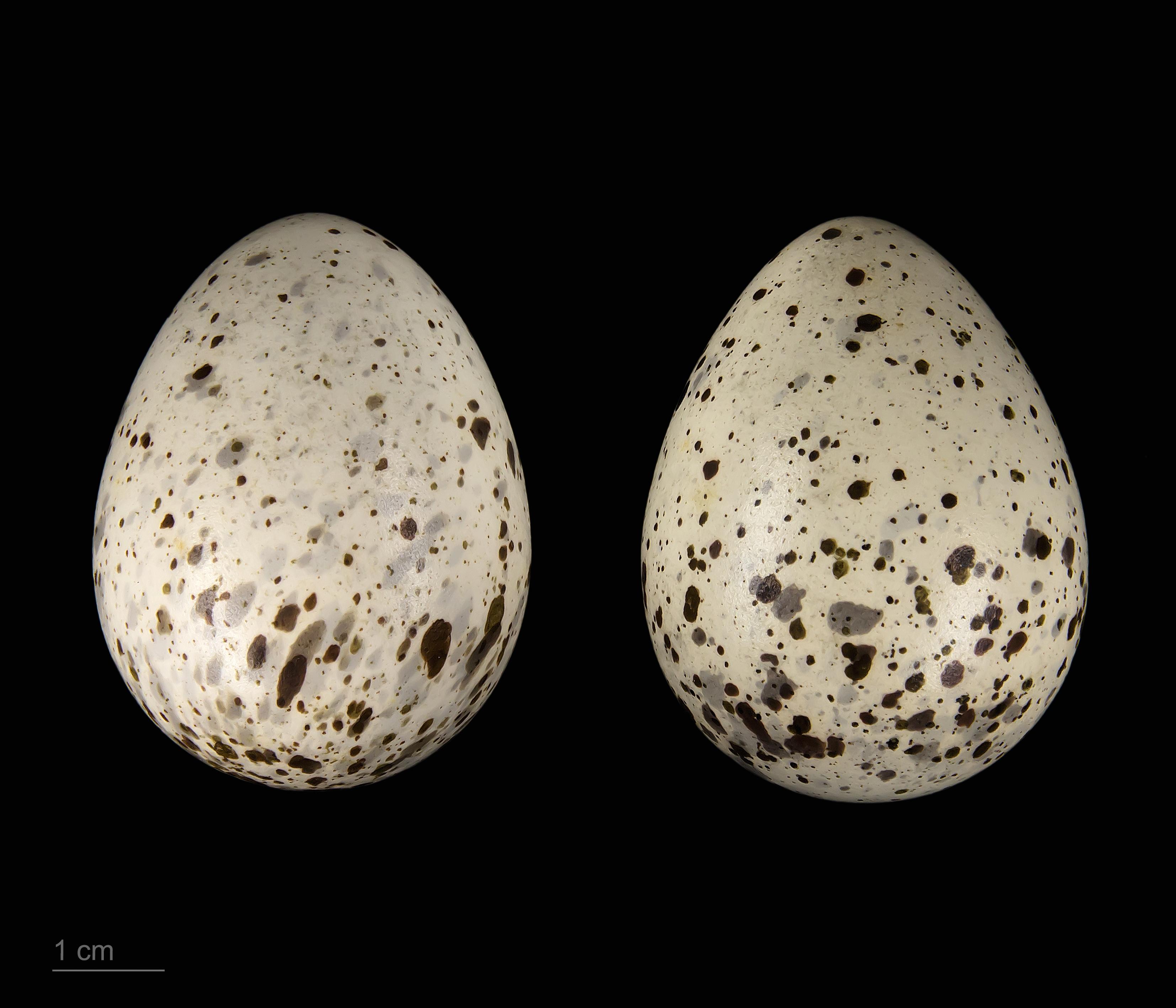
Jaja z kolekcji muzealnej

ZachowaniePo wylądowaniu przez chwilę trzyma skrzydła uniesione do góry. Lubi siadać na skałkach lub pagórkach. Migruje nocami w grupach.
StatusMiędzynarodowa Unia Ochrony Przyrody (IUCN) uznaje preriowca za gatunek najmniejszej troski (LC – least concern) nieprzerwanie od 1988 roku. W 2017 roku organizacja Partners in Flight szacowała liczebność populacji na 750 tysięcy dorosłych osobników. Trend liczebności populacji uznawany jest za wzrostowy.